# Hendra Bayauw
Hendra Bayauw, est un footballeur international indonésien, né le 23 mars 1993 à Tulehu dans la province des Moluques. Il évolue au poste d'attaquant au Bali United.

## Sélection nationale

### Buts en sélection
| Buts (1) en sélection de Hendra Bayauw au 17 mai 2012 | Buts (1) en sélection de Hendra Bayauw au 17 mai 2012 | Buts (1) en sélection de Hendra Bayauw au 17 mai 2012 | Buts (1) en sélection de Hendra Bayauw au 17 mai 2012 | Buts (1) en sélection de Hendra Bayauw au 17 mai 2012 | Buts (1) en sélection de Hendra Bayauw au 17 mai 2012 | Buts (1) en sélection de Hendra Bayauw au 17 mai 2012 | Buts (1) en sélection de Hendra Bayauw au 17 mai 2012 |
| no                                                    | Date                                                  | Sélection                                             | Lieu                                                  | Adversaire                                            | Évolution du score                                    | Résultat                                              | Compétition                                           |
| ----------------------------------------------------- | ----------------------------------------------------- | ----------------------------------------------------- | ----------------------------------------------------- | ----------------------------------------------------- | ----------------------------------------------------- | ----------------------------------------------------- | ----------------------------------------------------- |
| 1                                                     | 17 mai 2012                                           | 1                                                     | Nablus Football Stadium, Naplouse                     | Mauritanie                                            | 0 - 1                                                 | 0 - 2                                                 | Coupe internationale de Palestine 2012                |